# Rio Epureni (Elan)
O Rio Epureni é um rio da Romênia, afluente do Elan, localizado no distrito de Vaslui.